# Walt Disney
Walter Elias „Walt” Disney (Chicago, Illinois, 1901. december 5. – Los Angeles, Kalifornia, 1966. december 15.) többszörös Oscar-díjas amerikai rajzfilmrendező, producer, és forgatókönyvíró. A világ egyik legismertebb rajzfilmkészítője és producere. Ő hozta létre a Disneyland vidámparkot, és fivére, Roy O. Disney segítségével a Walt Disney Companyt. Ő és csoportja alkotta meg a világ legismertebb rajzfilmfiguráinak jelentős részét, köztük Disney saját figuráját, Mickey egeret. Alakja ellentmondásos, főleg az Egyesült Államokon kívül. Elsősorban azért, mert nyílt antiszemita volt és kiállt a nácik mellett a második világháború során, emellett számos rajzfilmet készített, amelyekben az egész zsidó nép ellen uszította nézőit és a háborút követően nyíltan támogatta az amerikai imperializmust[forrás?]. Mindezek mellett sokak szerint történetei túlságosan leegyszerűsítve ábrázolják a világot, ezzel pedig eltagadta az általa feldolgozott európai népmesék (például Hófehérke, Hamupipőke) üzenetének sokrétűségét és tönkre tette gyermekek teljes nemzedékeinek gondolatvilágát.

## Gyermekkora
Walter Elias Disney-ként látta meg a napvilágot az Illinois állambeli Chicago városában, Elias Disney (1859–1941), Kanadából áttelepült farmer, és Flora Call (1868–1938) negyedik gyermekeként. Vannak, akik feltételezik, hogy ők nem a vér szerinti szülei, csupán Spanyolországból fogadták örökbe. Elias egyébként ír, míg felesége Flora német származású volt. A család megélhetése nagyon nehéz volt, ezért szüleivel együtt 1906-ban egy Marceline melletti farmra, Missouriba költözött. A farmon a munka kemény volt, emiatt Disney két bátyja (Herbert és Raymond) visszaszökött a városba, és többé nem is tértek vissza a családhoz. Édesapja (Elias) durva ember volt, híve volt a testi fenyítésnek. A gyerekek nem kaptak semmi kedvezményt, de még játékokat sem. Karácsonyi ajándékuk mindig valami használati tárgy volt. Bátyja, Roy látta el testvéreit játékokkal, és később szerzett külön munkát neki. Nem volt könnyű ez az élet, de Disney mégis kellemes emlékként gondolt vissza rá, mint ahogy később rajzfilmjei színhelyéül is szívesen választotta a farmot.
Már akkor is rajzolgatott. Egyik alkalommal spaklival és egy kátránnyal teli hordóval a kezében a házuk fehér falait kidekorálta, rá rajzolva különböző állatokat. Emiatt megbüntették, de később Maggie nénje hozott neki ajándékba egy csomag rajzpapírt és pár ceruzát, aminek nagyon örült. A családtól nem sok biztatást kapott a rajzoláshoz, de más emberektől igen.
Gyermekkorában rendszeresen járt iskolai rajztanfolyamokra. 14 éves korában rábeszélte apját, hogy írassa be a Kansas City-i művészeti intézet szombat délelőtti osztályába. Mielőtt viszont ez megtörténhetett volna, a család megindult az anyagi hanyatlás felé. 1910 nyarán az apa eladta a farmot, és elárverezte a készleteit.
Ezután a családdal együtt Kansas Citybe költözött. Itt megvásároltak egy kis lapterjesztő vállalatot. Disney 9 évesen, bátyjával együtt hajnali fél négykor kelt, hogy segítsen a lapok kihordásában. Az apja más fiúkat is alkalmazott, nekik három dollárt fizetett hetente, a fiai ingyen dolgoztak. A munka kegyetlenül nehéz volt, a lapokat be kellett vinni az ajtóhoz télen, akár fél méteres hóban is. Disney, hogy kis keresethez jusson saját maga rendelt lapokat, és árulta őket az utcasarkon, illetve egy cukorkaüzletben dolgozott a déli iskolaszünetben. Az apja szokása az volt, hogy ha rájött egy turpisságra, akkor levitte őt az alagsorba és jól elverte egy nadrágszíjjal. A következő alkalommal beleharapott apja karjába, de úgy, hogy az nem bírta lerázni magáról. Ezután soha többé nem bántotta őt.
Tanulmányait a Kansas City Public School Districtben (1907–1910) kezdte, és a Benton Grammar Schoolban (1910–1911) folytatta.
Disney akkor élte legboldogabb pillanatait Kansas Cityben, amikor rajzolni tanult, és színházi élményei voltak. Szombat reggelente szökött el a művészeti intézet festő és rajztanfolyamára, de ennek ellenére az apja elnéző volt. Disney a helyi moziban működő műkedvelő színházi csoportban is szerepelt, és pár dollárt keresett Charlie Chaplin-utánzásaiért, aki akkor aratta első sikereit. 1917-ben látta a Hófehérke és a Hét Törpe némafilm változatát a helyi moziban, amely mély nyomot hagyott benne.
Apja eladta a terjesztői vállalatot és a pénzt befektette egy chicagói konzervgyárba.
Disney Kansasben maradt, hogy befejezze az iskolát. Nyáron a vasútvonalon dolgozott mint cukorkaárus. Imádta a vonatot, és ez végigkísérte egész életén. Nyár végén Chicagóba utazott a családhoz. Beiratkozott a McKinley főiskolára, ahol az iskolai újságnak rajzolt, fotózott, persze emellett apja konzervgyárában is dolgozott.
Következő nyáron a postán dolgozott (leveleket osztályozott, kézbesített). Ha volt ideje, lerohant a magasvasút-állomásra, és a csúcsforgalomban segített a személyzetnek óránként 40 centért.
16 évesen idősebbnek hazudta magát, hogy részt vehessen az első világháborúban, a Vöröskereszt munkájában. Ezzel a trükkel elérhette, hogy besorozzák katonának. A háború végén sikerült kijutnia Franciaországba ahol, sofőr volt, és egészségügyi holmikat kellett szállítania.

## Önállósága
Amikor 1919-ben hazatért volt némi pénze. Apja munkával várta a konzervgyárban heti 25 dolláros fizetéssel, de Disney akkor már elhatározta, hogy a reklámgrafikusi pályára lép. Mivel apja ellenezte ezt, inkább visszautazott Kansas Citybe, ahol állást akart szerezni a legjelentősebb lapnál, a Kansas City-i Starnál.
Disney az első állásában havi 50 dollárért segéd volt egy reklámstúdióban. Itt hat hétig dolgozott, de ez idő alatt is sokat tanult. Úgy kapta meg az állást, hogy megmutatta rajzait, majd egy hétig még ingyen dolgozott. Itt ismerkedett meg Ub Iwerksszel, aki képzettebb volt nála, és szüntelenül izgatták a filmkészítés technikai problémái.
Disney decemberben újra a postánál dolgozott, és esténként már kifinomultabb rajzokat készített. Karácsony után Disney és Iwerks a maguk módján kezdtek üzletelni. A Vendéglői Híradó című újságnál kaptak ingyen rajzasztalt, és fizettek is nekik 10 dollárt az illusztrációkért. A vállalkozás kezdetben szerény sikereket hozott, az első hónapban 135 dollárt kerestek, alig többet, mint kettejük fizetése az előző munkahelyen. Néhány hét múlva azonban megpillantottak egy hirdetést, ami arról szólt, hogy grafikust keresnek a Kansas City-i filmpropaganda vállalatnál. Disney jelentkezett erre, bízva abban, hogy mindkettőjüket felveszik. Azonban csak egy hely volt. Iwerks átengedte neki az állást, így ő maradt „vállalkozó”, de mivel nem volt különösebben jó üzleti érzéke, a vállalkozás pár hét múlva csődbe ment.

## Első rajzfilmjei
A Kansas City-i filmpropaganda vállalatnál Disney rajzfilm gyártással foglalkozott szűk keretek között. Egyperces fekete-fehér reklámfilmeket forgalmazott a helyi moziban. Az egyik legprimitívebb módszert alkalmazta a többi munkatársakkal együtt: papírból kivágták a figurákat, amelyeknek karjuk-lábuk külön mozgatható volt. Minden mozgásfázist lefényképeztek és vetítéskor ez a mozgás illúzióját keltette. Disney-t őszintén izgatta ez a munka. Kis idő múlva Ub Iwerks is a stúdiónál dolgozott. Apróbb trükköket találtak ki ketten, hogy élethűbbé tegyék a mozgásokat.
Munka mellett nem volt kísérletezésre idő, ezért Disney megkérte a főnökét, hogy adjon kölcsön egy felvevőgépet, hogy szabad idejében kísérletezhessen. Helybéli történeteket dolgozott fel otthonában egy garázsban, amelyeket aztán eladott a helyi Newman mozinak. E filmecskéknek azt a címet adta, hogy Newman féle Laugh-O-Gram (azaz Kacagráf). Rendszeresen vetítették ezeket a moziban, és Disney bizonyos hírnevet szerzett ezáltal. Külön munkákat is vállalt a mozinak. Amikor megkérdezték, hogy mennyit kér értük, elfelejtette hozzáadni a nyersanyag árához a saját munkáját, így ez a különmunka épphogy csak nem volt ráfizetés. Egyéb munkái révén sikerült annyi pénzt félre tennie, hogy visszaadhatta a kölcsönkért felvevőt, és saját gépet vásárolhatott belőle.

## Az első saját stúdió
Hamarosan úgy érezte, elérkezett az idő, hogy otthagyja a Filmpropagandát és saját céget alapítson. A Laugh-O-Gram nevet adta neki, és előteremtette valahonnan az alapításhoz szükséges 15 000 dollárt. Kiköltözött a garázsból, irodát bérelt, majd segédeket alkalmazott, akiknek nem fizetett semmit, csak tanulási lehetőséget kínált és esetleg részesedést a profitból. 
Első asszisztensei hamarosan fizetést is kaptak, mert a Laugh-O-Gram hihetetlen gyorsan kezdett forgalmazni egy hétrészes, rajzos tündérmese-sorozatot. Minden rész hét percig tartott és témái között szerepelt a Piroska és a farkas és a Csizmás Kandúr is.
Disneynek ugyan sikerült eladnia néhány filmet, de mire a bevétel eljutott volna hozzá, hirtelen elfogyott. 
Hamarosan el kellett bocsátania az alkalmazottait, eladnia a lakását.
1923-ban elhagyta Kansas Cityt, de előtte több kísérletet tett, hogy megmaradjon a szakmában. Ha borbélyhoz ment, akkor rajzzal fizetett a hajvágásért. Felvevőgépével szülőknek készített megrendelésre felvételeket a gyermekükről. Ha tudomást szerzett egy szenzációról, akkor kocsiba ült, feltűzte a SAJTÓ táblát, és a helyszínre sietett forgatni. Egyik anyagi támogatója Roy bátyja volt, aki egy veteránkórházban lábadozott. Időnként küldött neki egy üres csekket azzal a kikötéssel, hogy 30 dollár erejéig kitöltheti. Disney segítségére még két fivére volt, akik az épület végén egy éttermet üzemeltettek, és 60 dollár erejéig hiteleztek neki.
A Laugh-O-Gram bukását követően Disney-nek azért sikerült két rajzfilmet legyártania. Az egyik egy fogászati intézet megbízásából készült; a gyerekeket a helyes fogápolásra tanította. 500 dollárt kapott érte. Amikor az intézet képviselője közölte, hogy átveheti a pénzt és néhány részlet megbeszélése végett keresse fel, Disney bevallotta, hogy nem hagyhatja el a stúdiót. Egyetlen pár cipője ugyanis teljesen szétment, éppen a suszternál volt az épület végén, és a kiváltásához szükséges másfél dollár nem állt a rendelkezésére. Így az orvos ment el hozzá.
Másik, nagyobb jelentőségű rajzfilmet készített, hogy megmentse a Laugh-O-Gramot. Címe: Alice in Cartoonland (Alíz Rajzfilmországban). Disney-nek az az ötlete támadt, hogy a rajzfilmben szerepeltet egy élő szereplőt is. Főszereplőnek egy kislányt választott, aki a rajzolt környezetben játszott és partnerei is mind rajzolt szereplők voltak.
Sajnos a bevételei nem fedezték a kiadásait, így nyilvánvaló volt, hogy Kansas Cityben nem nézhetett nagy jövő elé. Eladta a felvevőgépét. Felkereste a hitelezőit, és megkérte őket, hadd törlessze részletekben a tartozását. Legtöbben elengedték a hátralékot mondván, hogy szüksége lesz egy kis alaptőkére, és majd visszafizeti, ha tudja.

## Los Angeles-i élete
Disney amikor megérkezett Los Angelesbe, első cselekedeteként elkezdett házalni első ötletével, a Laugh-O-Grammal (Kacagráffal). Alexander Pantages meghallgatta őt, és mintafilmet kért tőle. Disneynek nem volt más választása, minthogy az egészet maga csinálja. Fehér figurákat mozgatott fekete háttér előtt, a háttér elemeit csak egy-egy vonallal jelezte. Pantagesnek tetszett a minta, már üzletet akartak kötni, amikor jött egy Charles Mintz nevű forgalmazó, aki 1500 dollárt ajánlott az Alíz Rajzfilmországban sorozatért. Az ajánlat nehéz választás elé állította Disney-t, végül ez utóbbit választotta.
Az első Alíz Rajzfilmországban epizód költségvetése 500 dollárt igényelt. Disneynek akkoriban nem volt ennyi pénze, ezért Roy bátyja segítségével kölcsön kért Robert bácsikájuktól. Roy szerzett még 250 dollárt és lassan elkészült az első rész. Kis idő múlva megérkezett a járandóságuk New Yorkból: 1500 dollár, 100%-os haszon. Az első Alice rajzfilmeknek csak mintegy harmada volt tiszta rajzfilm, a film többi részében a kislány a barátaival játszott. Disney a szereplőket a környékbeli gyerekek közül toborozta és 50 centet fizetett nekik.
Disney törekvése a technikai tökéletességre már korán megmutatkozott. Egymaga rajzolt, operatőre és rendezője volt egyben a filmeknek, a díszletet is ő barkácsolta össze. A költségek így is emelkedtek. Egyre többet költött díszletre, a gyermekeknek is többet fizetett, végül kénytelen volt operatőrt felvenni, mert Roy sosem tudta eltalálni a megfelelő ritmust a régi típusú kézzel hajtott felvevőgéppel. Legjobb lépése az volt, hogy meghívta Kansas Cityből a kitűnően rajzoló Ub Iwerkst.
Amikor Iwerks megérkezett akkor a Disney fivérek (Walt és Roy) már fél tucat Alice filmmel elkészültek, de nem kerestek annyit, hogy jól éljenek. Disney a kicsi hasznot befektette a következő filmbe. Kölcsön kértek ettől-attól, takarékosan éltek közösen egy kis lakásban ahol Roy főzött. Ha kávéházban ebédeltek akkor egy adagot rendeltek és testvériesen osztoztak.
Az Alice sorozat nem vált be a mozikban. A hatodik rész után Charles Mintz megpróbálta felmondani a szerződést. A Disney fivérek már bele mentek volna, csak az késztette őket ellenállásba, hogy a hetedik Alice film már a laborban volt, illetve a csapatban dolgozott már Iwerksszel, akinek a trükkjei, rajzai és Walt féléves tapasztalatai nagyobb üzleti sikert helyeztek kilátásba. Mintz érvényben hagyta a szerződést, kétszer meg is újította.
Mindezek ellenére az Alice sorozat nem volt elég sikeres, technikailag sem volt megfelelő a konkurens filmekhez képest. 1927-ben Mintz valami újat kért Disneytől. Disney és csapata azzal az ötlettel állt elő, hogy egy nyúlról készítsenek rajzfilmet. Egy kalapba bedobálták a cédulákra írt neveket, majd a forgalmazót megkérték, hogy húzzon egyet. A kihúzott cédulán ez állt: Oswald. Így született meg az Oswald the Rabbit (Oswald a nyúl). Ez technikailag már jobb volt mint az Alice. Ekkor egy film ára 2250 dollár volt, az Oswald nagyobb műgonddal készült mint az Alice és rögtön nagyobb sikert is ért el.
Disney felesége társaságában New Yorkba utazott, hogy megújítsa a szerződést Mintz-cel és egy kicsit többet kérjen a filmekért. Mintz azonban 1800 dollárra akarta csökkenteni az árat. Disney visszautasította az árat, Mintz pedig figyelmeztette, hogy elveszítheti munkatársait és Oswald jogait is. Végül szerződést nem kötöttek, megrendelője nem volt, és mivel Oswald jogai Mintznél voltak, Disney számára világossá vált, hogy ezt a sorozatot sem folytathatja tovább. Nehéz helyzetben volt, amikor haza indult New Yorkból, de mégis azt táviratozta bátyjának, „minden rendben”, mert nem akarta hogy aggódjon.

## Mickey egér és más rajzfilmjei születése az anyagi nehézségei ellenére
Számtalan változatát ismerjük Mickey egér születésének. Disney-nek már a vonaton eszébe jutott New Yorkból hazafelé tartva, az az ötlet, hogy egy rajzfilm hőséül egy rágcsálót válasszon. Disney a teremtményének először a Mortimer Mouse nevet adta. Ezt később a felesége javaslatára Mickey Mouse-ra (Miki egérre) változtatta. 
A karakter megalkotása nem ment könnyen, több változatot rajzolt néhány ember segítségével együtt, és több száz méter filmet elpazaroltak, mire létrejött a megfelelő karakter, 1928. november 18-án. Az első Miki egér rajzfilm: A bolond repülő volt.
Talán ez sem lett volna sikeresebb, mint a korábbi Disney rajzfilmek, ha nem jön egy technikai újítás, ami forradalmasította a filmkészítést. 1927. október 6-án a Warner Brothers bemutatja az első hangosfilmet (The Jazz Singer). 1923 óta ismerték a hangosítást, de ez volt az első film, ami sikeres volt és sikerült megtörnie a filmszakma ellenállását a hangosítással szemben. 
1928 tavaszára minden stúdió átállt a hangosfilmek gyártására. Harmadik Miki egér rajzfilm a Willi gőzhajó, melyet Disney már úgy készített el, hogy később hangosította is. A filmben a mozgásokat ritmusra igazították, és készítettek egy speciális kottát a zene és a hangeffektek későbbi felvételéhez.
Csakhogy Disney gondban volt. A megkeresett RCA, mely a hangosítással foglalkozott, nem igazán akarta követni Disney speciális kottáját, úgy gondolták, hogy a kép és a hang szinkronba hozása nem éri meg a fáradságot. 
Ekkor egy illegálisan működő hangosító cégeket próbált megkeresni. Így talált rá Pat Powersre, aki rendelkezett a hangosításhoz szükséges berendezéssel. A felvételek itt is nehezen mentek, mert a karmester sem akarta követni a kottát, tudatva azt, hogy inkább fejből vezényel le olyan zeneszámokat, mint a "Yankee Doodle" vagy a "Dixie". Végül kis túlóra után sikerült felvenni a hangot, kész volt a hangosított "Willi gőzhajó".
Disney újra gondban volt, mert a filmre egy forgalmazót kellett találnia, ami nem volt könnyű. Harry Reichenbach a New York-i Colony mozit igazgatta, és engedélyt kért, hogy kísérő műsorként, két hétig vetíthesse a filmet, Disney ebbe nehezen ment bele, és heti 500 dollárt kért érte. Reichenbach felhívta a sajtó figyelmét a "kísérő műsorra". Két hét múlva a film a Roxy moziba került. Ekkor a forgalmazók már megkeresték Disney-t, hogy mi a célja a filmmel. Disney nem akart lemondani a jogokról, így viszont a forgalmazók nem akarták forgalmazni a filmet. Disney-t újra Pat Powers mentette meg, aki reklámot akart a saját hangosító berendezésének, és úgy látta ez a rajzfilm megfelelő lesz erre. Disney elfogadta Powers ajánlatát. Még New Yorkban elkészítette az előző két Miki egér rajzfilm zenéjét, és egy új film (The Opry House) zenéjét. 
1929 elején Disney már négy filmet adhatott át a forgalmazónak, amelyek óriási sikert arattak a mozikban.
Disney a siker láttán úgy érezte, hogy egy kicsit kísérletezhet, és készíthet egy olyan filmet, amelyben nem szerepel Miki és Minnie. Így készült el a Csontváz tánc (The Skeleton Dance -1929). Ennek nincs sztorija, a film arról szól, hogy este a temetőben a csontvázak kikelnek a sírokból, táncolnak egyet majd hajnalban vissza bújnak. Powers nem akarta forgalmazni a filmet, mert szerinte túl félelmetes volt, végül egy pozitív kritika meggyőzte, és vetítette a filmet a Roxy moziban, ami nagy sikert aratott.
Disney egy évi munkája és 21 kész filmje után anyagilag rosszul állt. Powers nem fizette ki teljesen a jutalékot, húzta a dolgot. A szerződésük az év végén lejárt. Powers tudta, hogy Mickey egérnek köszönheti a film a sikereit, és nem az ő hangosító berendezésének. Powers sarokba szorította Disney-t. Közölte vele, hogy Ub Iwerks alá írt vele egy szerződést egy új rajzfilmsorozatra, illetve hogy nem áll módjában kifizetni a tartozását, amíg új szerződést nem írnak. Powers azt ígérte, hogy kifizeti a tartozást, és a továbbiakban 2500 dollárt ígért a Mickey egér sorozat részeiért. Disney időt kért. Powers hibát követett el, hogy ennyi pénzt ígért neki, mert ebből érezte, hogy akkor valószínűleg még értékesebb a munkája, mint gondolta. Végül megszakította a tárgyalásokat Powersszel, és meg sem próbálta visszahódítani Iwerkset.
Első lépése az volt, hogy új forgalmazót keressen, így kötött szerződést a Columbiával. Disney tovább gyártotta a Mickey egér filmeket. Anyagilag mégsem lendült fel, mert egyre többet költött a filmek elkészítésére. Ráadásul 1931-ben látta, hogy Miki karaktere nem cselekedhet bármit, így a történetek nem lehetnek elég sokszínűek. Disney tudta, hogy a megoldás az ha új karaktereket alkot. Ez azonban lassú folyamat volt.
Plútó kutya már feltűnt egy filmben 1930-ban mint mellékszerelő, de karaktere csak 1931-ben lett kidolgozva. Goofy 1932-ben jelent meg, akkor még más néven. Donald kacsa karaktere 1934. június 9-én jelent meg először. 
Az új karakterek megalkotása, és az új sztárok születése egy évtized munkáját igényelték. Népszerű mesefigurái közül jó néhánynál az volt az érdekes, hogy fehér kesztyűt visel.
1931-ben Disney áttért a színes technikára. Addig minden filmje csak fekete-fehér változatban készült. A Virágok és fák (Flowers and Trees) című rajzfilm volt az első, melyet színesben készített, és óriási kasszasiker volt. A Technikolor kizárólagos jogot adott neki 1935-ig a rajzfilmekben a háromszínű eljárás használatára. A konkurensek csak a kétszínű eljárást használhatták, így Disney óriási előnyt szerzett ezzel. Ugyanakkor csak a Buta szimfónia  sorozatot készítette színesben, a többi filmet nem.
Disney szerződést kötött a United Artisttal, amely a bevétel 60%-át ígérte minden film után. 1932-ben közel volt ahhoz, hogy a maga területén jelentős tényező legyen. Sokat költött a filmekre, így a forgalmazásból csak a második fél éven volt nyeresége. Néhány év alatt mégis sikerült anyagilag is helyreállnia, és ezzel véget ért a bizonytalanság időszaka.
A bátyja, Roy egyszer arra biztatta a Disney-alkalmazottakat, hogy 35. születésnapja alkalmából köszöntsék fel egy meglepetéspartival. De két animátora úgy vélte, hogy stílusos ajándékot kell adnia. Készítettek egy rövidfilmet Miki és Minnie egér szerelmének beteljesüléséről. Amikor Disney meglátta ezt az alkotást, nevetve megkérdezte, hogy kiknek köszönheti. Ezután jelentkezett a két alkalmazott, akiket azonnal ki is rúgott. És alkalmazottainak megtiltotta, hogy bajuszt növesszenek, nehogy ártsanak a cég imidzsének, mert számára a bajusza szinte védjegye volt.

## Hófehérke és az egészestés rajzfilmjei

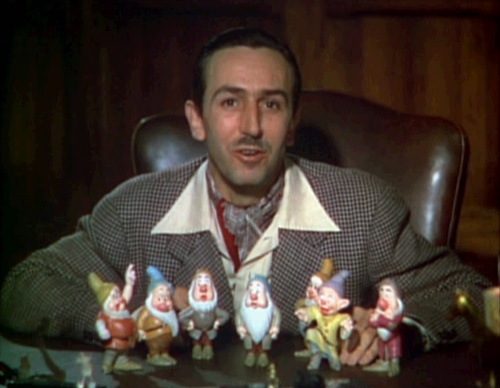
Walt Disney és a hét törpe, 1937-ben

A Hófehérke öt év alatt készült el, és ezalatt a Disney stúdió dolgozóinak létszáma a 150-ről 750-re nőtt.
Disney ekkor fejlesztette ki a multiplán kamerát, melynek segítségével 3 dimenziós hatást lehetett adni a cselekménynek. Eddig a felvétel úgy működött, hogy a hátteret és a figurákat egy síkban egymásra helyezték (üveglappal leszorították), majd lefotózták. A multiplán kamera úgy működött, hogy például a főhős a kamera előtt helyezkedett el 3-4 centire, de a háttérben lévő fa 6-8 centiméterre mögötte, a felhők a háttérben kissé távolabb, körülbelül 20-30 centiméterre. Ezt könnyebb volt kigondolni, mint megvalósítani. A kamera megépítésében nagy szerepe volt Ub Iwerksnek. 
A kamera nem lett időben kész, így Disney nem tudta az egész filmet ezzel készíteni. 
Problémát okozott a Hófehérke és a Királyfi karakterének animálása is, végül egy új technológiát fejlesztettek ki, melyben élő szereplőket vettek fel, majd az ő mozgásukat rajzolták vagy retusálták addig, míg elkészült a megfelelő mozgás.
Ahogy nőtt a stúdióban létszám, az irányítás egyre nehezebb volt. A munkafolyamatokat részekre bontották, Disney mindenbe szeretett beleszólni, irányítani az alkalmazottakat. Irányított mindenkit, de ekkor már magában a rajzolás tevékenységében nem vett részt. Disney dolgozói körében nőtt az elégedetlenség. A hasonló munkát végző emberek fizetése között különbségek voltak a szerint, hogy kit kedvelt és kit nem. Sokan kritizálták, hogy a filmek végén csak Disney neve szerepel, így a Hófehérke végén már szerepelt a stábtagok neve a listán. Disney minden apróságra emlékezett, amely a gyártással kapcsolatos, és általában mindent újraforgatott, ha valami nem úgy sikerült, ahogy szerette volna.
Disney a rövidfilmek terén lemaradt a népszerűségi versenyben, ezért tudta, hogy nagy filmeket kell gyártania, ha anyagilag is sikeres akar lenni. A Hófehérke költségeit illetően 250 ezer dollárra gondolt, de végül 2,5 millió dollárba került, ezért kénytelen volt kölcsönt felvenni. Disney sok problémával találkozott. A film hosszú, ezért tompítottak a színeken, hogy elviselhetőbb legyen. A cselekményben a törpék szerepét növelték, hogy oldják a feszültséget. Sokan úgy gondolták, hogy félelmetes lesz a mese a gyermekeknek.
1937 karácsonyára került a Hófehérke a mozikba. A bemutató után 6 hónap alatt 2 millió dollárt hozott a stúdiónak, 1967-ben ez az egyenleg már 22 milliónál tartott. A sikerből lehetett volna bővíteni a stúdiót, de Disney úgy döntött, belevágnak egy új stúdió építésébe. Emellett a Hófehérke megjelenésekor már dolgoztak a Bambin és a Pinokkión.
1940-ben Disney tartozott a bankoknak, és problémát okozott, hogy a háború elzárta az európai piacot, így kiesett egy jelentős bevétel. Még ugyanebben az évben készült a Pinokkió, ami már teljes egészében a multiplán kamerával forgatták. A cselekmény pergőbb, mint a Hófehérkében, a szereplők is jobban voltak animálhatóak. A filmben feltűnik egy tücsök, aki kommentálja az eseményeket. A későbbi Disney filmekben rendszeresen visszatérnek az ilyen kis mellékszereplők, melyek enyhítik a feszültséget. A Pinokkió 2,6 millió dolláros költsége az első forgalmazás alkalmával nem térült meg, később is csak 8 millióra emelkedett a bevétel.

## Új stúdiója, belépés a háborúba és Disneyland vidámparkjának születése

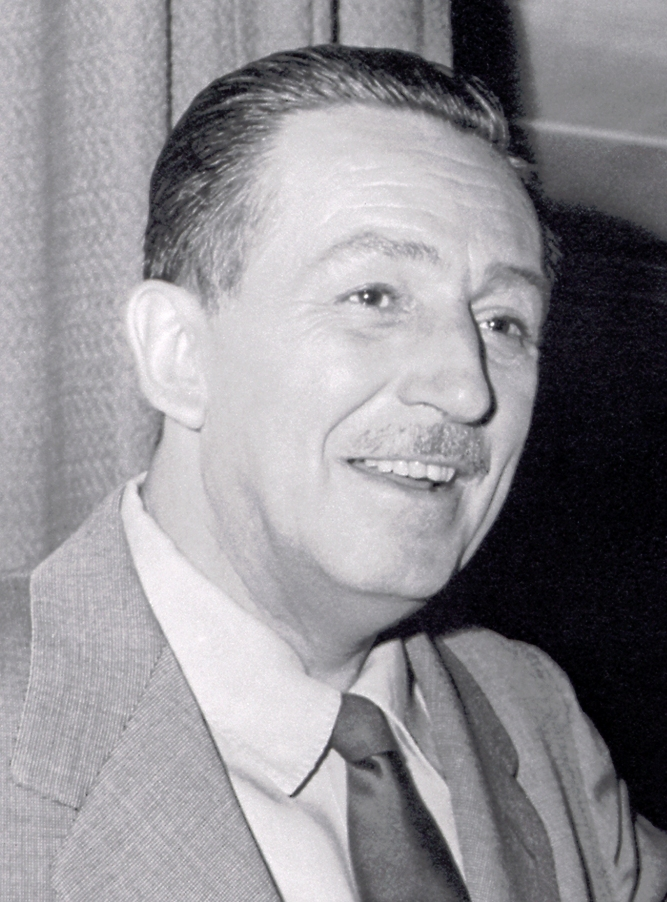
Walt Disney, 1954-ben

Disney apja egy alkalommal látogatást tett nála az új stúdiójába. Lelkesen vezette végig, és büszke volt arra, hogy a régi nehéz idők után végre sokra vihette, saját vállalatot irányított és stúdiót épített. Az apja nem árult el semmilyen érzelmet, a séta végén végigmutatott az épületeken és kérdezgetett. Apja irtózott attól, hogy kölcsön kérjen bárkitől, ezért nem nézte jó szemmel, hogy Disney hitelből fejleszti a stúdiót. Felajánlotta fiának, hogy kisegíti 200 dollárral. Ekkor Disney már közel 8 millióval tartozott a bankoknak.
Disney ebben az időben kezdett dolgozni a Fantázia c. filmen, melyben ötvözte az animációt a komolyzenével. Hogy befejezze a filmet, 1940-ben kénytelen volt piacra dobni részvényeit, mert a bankok megtagadták a hitelt. 
1941-ben sztrájk tört ki az új stúdióban. A dolgozók a rossz munkakörülmények, igazságtalan fizetések miatt sztrájkoltak. Az alkotócsapatok elszakadtak egymástól az új stúdióban, minden részleg bejáratánál ült egy hölgy, akinek az volt a dolga, hogy megkérdezze ki hová megy, mi célból látogatja meg mondjuk egy munkatársát. Disney nagy mértékben észszerűsítette a gyártást, de a közvetlen stílus megszűnt. Disney rosszul reagált a nehézségekre. Rossz tanácsokat kapott, és a sztrájkolókkal szemben állt, nem akart engedni nekik. 1941. május 29-én elkezdődött a sztrájk. 
Amikor a sztrájk befejeződött, Disney nem volt az otthonában. Hat hetes kirándulásra utazott el Dél-Amerikába. Nem csak pihent, négy új kisfilm terveivel tért vissza. 
Visszatértekor a stúdióban gőzerővel folyt a munka. Gyorsan és olcsón elkészítették a Dumbo című rajzfilmet. Ez rövidebb és kevésbé nagyzoló, mint a többi Disney film. Sajnos ekkor lépett be az USA a háborúba, így csökkentek a bevételek.
1942-ben lett kész a Bambi, 5 évnyi munkával és 2,3 millió dollár költséggel. Ez sem húzta ki Disneyt az adósságokból, a film akkor csak 1,2 milliót jövedelmezett.
Beköszöntött a második világháború, pontosabban 1941. december 8-án, amikor az USA belépett a világháborúba, miután Japán hadüzenet nélkül megtámadta Pearl Harbor-t. A rajzolók többségét behívták a hadseregbe. A katonák elfoglalták a hatalmas burbanki stúdiót, így 1942 és 1945 között a kormány megrendelésére oktatóanyagok készültek a katonáknak, valamint náciellenes propagandafilmeket készített a stúdió, de sokszor veszteséggel, mert túllépték a költségvetést, vagy a kormány az előre beígért összeget végül nem fizette ki. Ezek közül a legismertebb rövidfilmek a Führer arca (Der Fuehrer's Face), a 43-as szellem (Spirit of '43), az Oktatás a halálra – Egy náci születése (Education for Death – The Making of The Nazi), illetve az egyetlen világháborús egész estés filmje az 1943-as Victory Through Air Power (A légierő diadala).
Disney a stúdió kapacitását úgy állította be, hogy 3-4 évente készítsenek nagy rajzfilmet. E mellett élő szereplős filmeket gyártottak, esetleg ezeket színesítették animációval. Ezek költségvetése szerényebb volt, ami jól jött a szűkebb esztendőkben. Ilyen volt például a nagy sikerű Mary Poppins.
Disney jövedelmet és hírnevet szerzett a természetfilmes sorozatával. 
Hamarosan jobban állt a stúdió, és már három nagy filmen dolgoztak. Hamupipőke, az Alice Csodaországban és a Pán Péter című rajzfilmek voltak ezek. 
1950-ben már jól állt a stúdió, olyannyira, hogy az Alice bukása sem okozott visszaesést a vállalat jövedelmében. A Pán Péter is gyengén jövedelmezett. A rajzfilmgyártás hanyatlott, és a Csipkerózsikánál érte el a mélypontot. A Csipkerózsika 1960-ban csak 5 millió bevételt hozott, ez a ráfizetés veszteségessé tette a vállalatot.
Az élőszereplős nagyfilmek bevétele viszont jelentősebb volt. Ilyen volt például a Szórakozott Professzor, melyet a magyar televízió is vetített már néhány alkalommal. Disney szívesen ültette tovább a cselekményt egy kisvárosi környezetbe. Sajnos gyakran próbálta egy-egy korábbi sikerét megismételni, mindenáron "szuperprodukciót" készíteni, ami nem mindig jött be.
1954-ben bekapcsolódott a televíziózásokba. Ilyen volt például a Mickey Egér Klub. Ekkor kezdte el építeni a szórakoztató parkját, melyet Disneylandnek nevezett el. Amikor a dániai Tivoli-parkban járt, akkor született meg nála Disneyland ötlete.
Jelentős mennyiségű pénzre volt ehhez szüksége. A pénzt megszerezte, és a park elkészült. Az egyéves hírverés, és a megnyitó televíziós közvetítése meghozta az eredményt. 1955. július 18-án 30 ezer vendég jelenlétében nyílt meg a park, de állítólag előző nap még lázas munka folyt, például még betonoztak. Az első hat hónapban egymillió látogatója volt a parknak és ez 25 milliós bevételt hozott. A park bevétele folyamatosan nőtt, 1959-ben elérte a 60 millió dollárt. 
Disney nem csak rajzolóként és filmrendezőként, hanem producerként is ténykedett. Akadt olyan filmje, amit nem szeretett. Ilyen volt az Alice Csodaországban és a Pán Péter. A Bambi és a Dumbo volt egyedül a kedvence.

## Oscar-díjai
Élete során ő kapta a legtöbb Oscar-díjat és 59 alkalommal jelölték, melyből 26 alkalommal nyerte el (23-at a filmjeiért és 3 emlékdíjat). Az egyik díjátadó rendhagyó volt: 1939-ben a Hófehérke és a hét törpe című rajzfilmjéért egy nagy és hét kisebb méretű Oscar-díjat vehetett át.

## Családja és magánélete
Disney 1925-ben feleségül vette Lillian Boundst, akitől született egy lánya, Diane Marie Disney néven, 1933. december 18-án. Később, Disney örökbe fogadott egy lányt, aki 1936. december 31-én született és a Sharon Mae Disney nevet kapta. A lánya Diane 20 évesen ment férjhez Ron Miller egykori amerikai futball játékoshoz, és ennek a házasságnak köszönhetően Diane Disney Miller lett a neve. Idővel hét gyermekük született: Christopher, Joanna, Tamara, Jennifer, Walter, Ronald és Patrick, akik Disney unokái. Évekkel később, Diane a Walt Disney Family Museumnak a társalapítója lett.
Örökbe fogadott lánya Sharon Mae Disney is férjhez ment 1958-ban, Robert Brownt választotta, akivel volt egy közös gyermekük. Ez a házasság addig tartott, amíg Robert 1967-ben meg nem halt. Sharon 1969-ben ismét megházasodott és William Lundhoz ment férjhez, akitől két gyermeke született, de hat évvel később elváltak. Sharon egy emberbarát volt, mivel hozzájárult a Marianne Frostig Center Oktatási terápia és a Curtis Iskola Alapítvány jótékonyságához. 1993-ban 57 évesen, rákban halt meg a St. John Kórházban, Kaliforniában. Felesége, Lillian Bounds 98 évesen halt meg agyvérzés következtében, 1997. december 16-án. A lánya, Diane Disney Miller 2013. november 19-én halt meg, 79 éves korában.

## Halála és betegsége

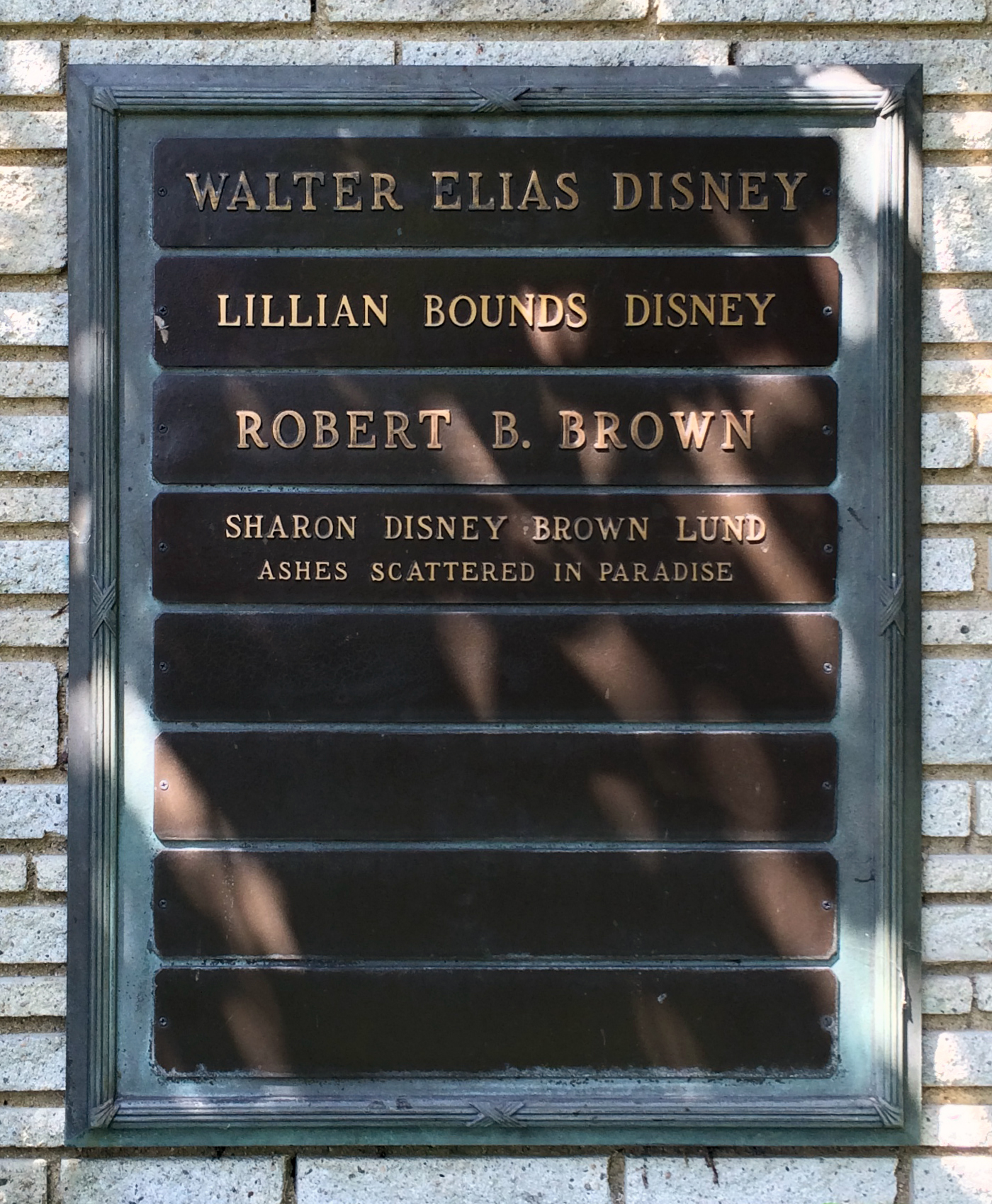
Walt Disney sírja a Los Angeles-i Forest Lawn temetőben

Disney az I. világháború óta erős dohányos volt. Nem használt füstszűrőt, és fiatalemberként pipát szívott. 1966. novemberében tüdőrákkal diagnosztizálták, és kobaltterápiával kezelték. November 30-án már betegnek érezte magát, és a St. Joseph kórházba vitték, ahol december 15-én, tíz nappal 65. születésnapja után halt meg keringési összeomlásban, aminek a kiváltó oka tüdőrák volt.
Halálakor is több tíz millió dollár vagyona volt. Halála után számos legenda keringett arról, hogy vajon mi lett a holttestével. Az egyik információ szerint testét lefagyasztották, egy másik változat pedig arról szólt, hogy Disneyland területén temették el. De valójában a halála után két nappal elhamvasztották, és végső nyughelye a Los Angeles-i Forest Lawn nevű temetőben található meg. Ezt az állítást egyértelműen igazolja a halotti bizonyítványa és a végrendelete is.

## Halála után
Több ismert mese Walt Disney halála után született meg, így például A dzsungel könyve, az utolsó történet, melyben még saját kezűleg közreműködött, vagy a Fantázia folytatása és a Macskarisztokraták. A Micimackó jogait még Disney életében vásárolták meg. 
Halála után a Disney stúdió irányítását Roy bátyja vette át, egészen 1971-ben bekövetkezett haláláig. Azóta az igazgatótanácsban ülő rokonai és egykori beosztottjai vitték tovább örökségét.
2014-ben a Disney vidámparkok világszerte mintegy 134 millió látogatót fogadtak.
A számítógépes grafika is jelentős szerepet kapott. Ahogy Disney minden új technikai lehetőséget kihasznált, valószínűleg ebben is az élen lett volna.
2009-ben megnyílt a Walt Disney Családi Múzeum, amelyet Disney lánya, Diane és fia, Walter E. D. Miller tervezett a San Franciscó-i katedrálisban. E Múzeumban van kiállítva Disney élete és karrierjéből maradt több ezer tárgyi eszköze, beleértve számos elismerései is.

## The Walt Disney Company
A The Walt Disney Company a világ egyik legnagyobb média és szórakoztatóipari társasága. 1923. október 16-án alapította Walt Disney megalapítja Disney Brothers Cartoon Studio néven.

## Válogatott filmográfia

### 1960-as évek
- Micimackó és a viharos nap (1968)
- A legboldogabb milliomos (1967)
- A dzsungel könyve (1967)
- Donegal vitézlő ura (1966)
- Utánam, fiúk! (1966)
- Micimackó és a méhecskék fája (1966)
- Ebadta kutyakölykök (1966)
- A fránya macska (1965)
- Mary Poppins (1964)
- Thomasina három élete (1964)
- A kőbe szúrt kard (1963)
- Hihetetlen utazás (1963)
- Vigyázat, feltaláló! (1963)
- Savage Sam (1963)
- Dr. Syn kettős élete (1963)
- Akár az angyalok (1962)
- A nagy vörös kutya (1962)
- Lobo, a farkas (1962)
- Irány Játékország (1961)
- A szórakozott professzor (1961)
- 101 kiskutya (1961)
- A Robinson család (1960)
- Emberrablók (1960)

### 1950-es évek
- Csipkerózsika (1959)
- Fehér vadon (1958)
- Betyár, a hűséges tolvaj (1957)
- Susi és Tekergő (1955)
- Némó kapitány (1954)
- Pán Péter (1953)
- Kard és rózsa (1953)
- Susie, a kicsi kék autó (1952)
- Kincses sziget (1950)
- Hamupipőke (1950)

### 1940-es évek
- Pluto pulcsija (1949)
- Plutó fiókája (1948)
- Johnny Appleseed (1948)
- A Dél dala – Rémusz bácsi meséi (1946)
- Péter és a farkas (1946)
- A három lovag (1944)
- Bambi (1942)
- Dumbo (1941)
- A kelletlen sárkány (1941)
- Fantázia (1940)
- Pinokkió (1940)

### 1930-as évek
- Miki és a papagáj (1938)
- Légy résen! (1938)
- Miki hajót épít (1938)
- Fő a hidegvér (1938)
- Hófehérke és a hét törpe (1937)
- Struccpolitika (1937)
- Az öreg malom (1937)
- Water Babies (1935)

- The Flying Mouse (1934)
- A három kismalac (1933)

### 1920-as évek
- A csontváztánc (1929)
- Willie gőzhajó (1928)
- A bolond repülő (1928)

## Díjak és jelölések

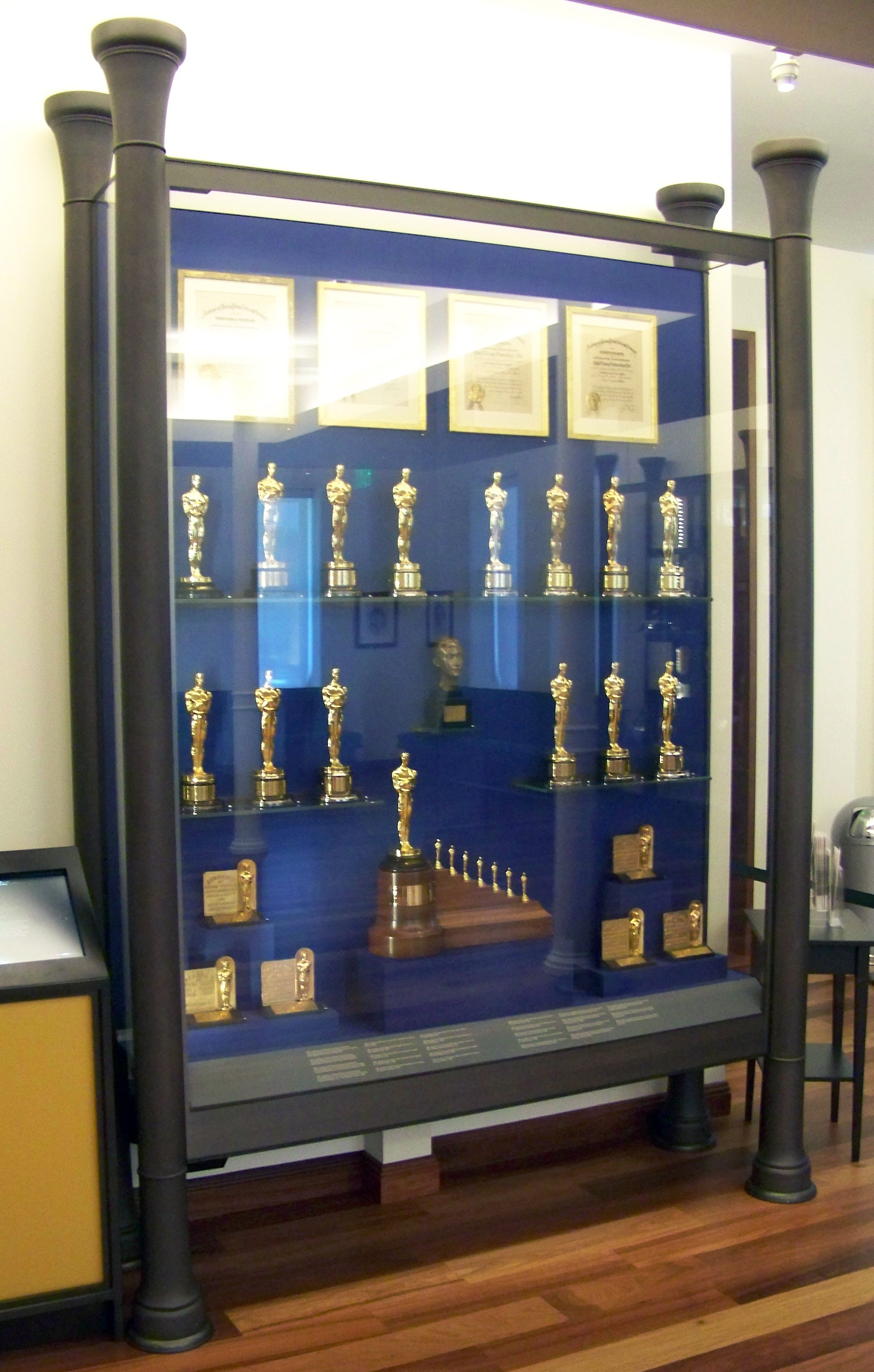
Disney Oscar díjai a Walt Disney Családi Múzeumban

- 1954 – Oscar-díj – a legjobb dokumentumfilm (Az élő sivatag)
- 1953 – Golden Globe-díj – Cecil B. DeMille-életműdíj
- 1942 – Oscar-díj – Irving G. Thalberg-emlékdíj
- 1941 – Oscar-díj – tiszteletbeli és egyéb díj (Fantázia)
- 1938 – Oscar-díj – tiszteletbeli és egyéb díj (Hófehérke és a hét törpe)
- 1965 – Oscar-díj jelölés – a legjobb film (Mary Poppins)

## Fordítás
- Ez a szócikk részben vagy egészben  a   Walt Disney című angol Wikipédia-szócikk fordításán alapul.  Az eredeti cikk szerkesztőit annak laptörténete sorolja fel. Ez a jelzés csupán a megfogalmazás eredetét és a szerzői jogokat jelzi, nem szolgál a cikkben szereplő információk forrásmegjelöléseként.